# Жодзишский, Борис Яковлевич
Бори́с Я́ковлевич Жодзи́шский (1 августа 1894, Солы, Виленская губерния — 1984, Москва) — советский терапевт и организатор здравоохранения. Первый заведующий кафедрой пропедевтики внутренних болезней Новосибирского медицинского института.

## Биография
Борис Жодзишский родился 1 августа 1894 года в местечке Солы Виленской губернии в семье фельдшера и домохозяйки. В 1904 году в связи с еврейскими погромами семья была вынуждена переехать в Камышин Саратовской губернии.
После возвращения в 1910 году в Виленскую губернию, мальчик продолжил своё образование, одновременно подрабатывая репетитором и аптекарским учеником.
В 1915 году поступает на медицинский факультет Томского университета. Из-за плохого материального положения подрабатывал помощником врача при Томской управе, помощников лекаря в клиниках.
После окончания университета в 1920 году Жодзишский переезжает в Новониколаевск, откуда направляется на работу в уездный город Каинск (с 1935 года — Куйбышев). В Каинске работал участковым врачом, заведующим уздравом, назначался заместителем заведующего отделом крайздрава.
С именем Жодзишского связаны работы, посвященные изучению роли лечебного питания при заболеваниях желудочно-кишечного тракта, клиники пеллагры в Сибири, определения аммиака в желудочном соке при гастрите.